# Guarnición de Ejército Fortín Apóstoles

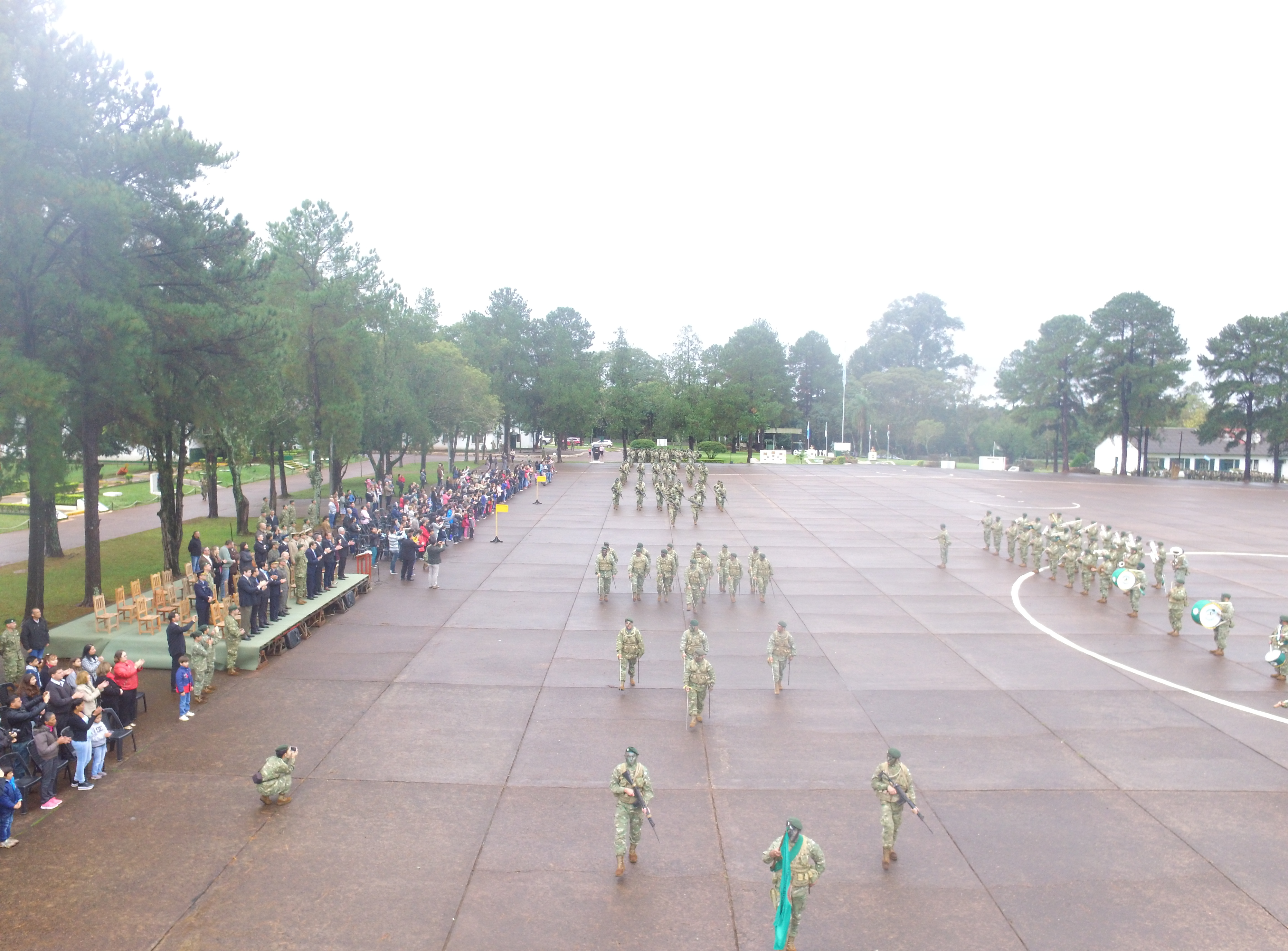
Desfile del en la Plaza de Armas «Teniente Primero Espinosa».

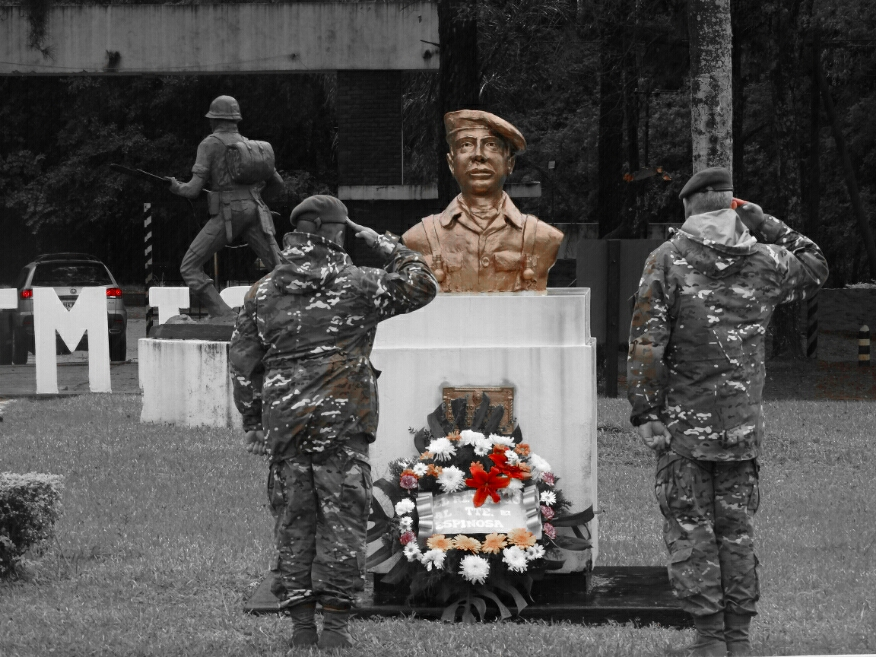
Busto del teniente Espinosa.

La Guarnición de Ejército «Fortín Apóstoles» (Guar Ej Fortín Apóstoles) es una base del Ejército Argentino.
Se localiza en la ciudad de Apóstoles, provincia de Misiones.
Dentro del predio están los cuarteles del Regimiento de Infantería de Monte 30.

## Construcción
El Regimiento de Infantería de Monte 30 dispone de sus cuarteles, un pabellón de enseñanza y la Sala Histórica. Las construcciones se completaron en el año 1968. La Capilla se inauguró en 1969 con la presencia del vicario general del Ejército, monseñor Victorio Manuel Bonamín.
En el centro de la guarnición se encuentra la Plaza de Armas «Teniente Primero Espinosa». Allí se erige un busto de este oficial que pertenecía al RI Mte 30 y murió en el combate de Top Malo House durante la guerra de las Malvinas.
Se dispuso la desactivación de la Compañía de Cazadores de Monte 12 «Coronel Andrés Guacurarí y Artigas» en el año 2018.